# RichFaces
RichFaces (vollständig JBoss RichFaces) ist ein umfangreiches Komponentenbibliothek für JavaServer Faces (JSF), mit der sich Rich-Client-basierte Jakarta-EE-Anwendungen (oft auch Web-2.0-Anwendungen genannt) erstellen lassen. Sie basiert auf dem Open-Source-Framework Ajax4jsf und ermöglicht eine einfache Nutzung von Ajax für die Entwicklung von Software für Geschäftsanwendungen. Das RichFaces-Projekt wurde im Juni 2016 eingestellt, d. h., es findet keine Weiterentwicklung mehr statt.

## Eigenschaften
Ajax4jsf Framework wird durch RichFaces in zweierlei Hinsicht erweitert:
- es stellt weitere visuelle Komponenten zur direkten Verwendung zur Verfügung
- es implementiert das skinnability feature des Ajax4jsf Frameworks und enthält eine große Anzahl von vorgefertigten Skins.

RichFaces unterscheidet sich von anderen AJAX-Ansätzen durch die Seiten-orientierte Unterstützung von AJAX statt der traditionellen Komponenten-orientierten Unterstützung. Das bedeutet, dass ein Ereignis, das eine AJAX-Anfrage auslösen kann, und ein Bereich der Seite, der nach Abarbeitung der AJAX-Anfrage aktualisiert werden soll, unabhängig von den auf der Seite enthaltenen Komponenten festgelegt werden können.
Eine Alternative zu RichFaces als Komponentenbibliothek stellen Primefaces und ICEfaces dar.

## Historie
RichFaces ist wie Ajax4jsf eine frei verfügbare quelloffene Klassenbibliothek von JBoss, einer Geschäftseinheit von Red Hat. Ursprünglich wurde sie jedoch von Exadel, Inc. entwickelt, dann aber im Rahmen einer strategischen Partnerschaft zusammen mit Red Hat der JBoss Open Source Community zugeführt.